# 오피둠

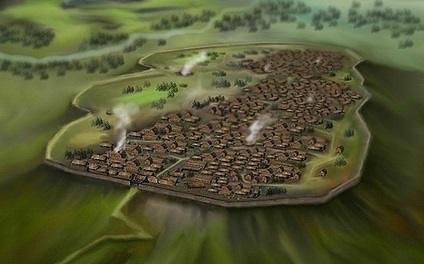

오피둠(라틴어: oppidum)은 철기 시대 유럽의 요새화된 대규모 정착지이다. 켈트의 라텐 문화의 소산으로 기원전 2세기에서 기원전 1세기에 걸쳐 만들어졌다. 서로는 브리튼섬과 이베리아반도, 동으로는 헝가리 평원에 이르기까지 유럽 전역에서 발견된다. 오피둠들은 로마가 유럽을 정복하기 전까지 계속 도시의 구실을 하며 기능했다. 다뉴브강 이북의 오피둠들은 로마로부터 독립되어 있었기에 기원후 1세기까지 명맥을 유지했다.

## 같이 보기
- 고르드